# Hørbygård
 Der er for få eller ingen kildehenvisninger i denne artikel, hvilket er et problem. Du kan hjælpe ved at angive troværdige kilder til de påstande, som fremføres i artiklen.

 For alternative betydninger, se Hørby. (Se også artikler, som begynder med Hørby)
Hørbygaard er en gammel sædegård på Tuse Næs, første gang som nævnes i 1320. Hovedbygningen er opført i 1861-1862
Hørbygaard Gods er på 435 hektar med Søgaard.
Hørbygaard arbejder på etablering af driftsfællesskab med Eriksholm Gods sydøst for Holbæk. Dette driftsfællesskab vil bl.a. omfatte drift af 1050 ha. konventionelle planteavlsarealer.
Gården ligger i Hørby Sogn, Tuse Herred, Holbæk Kommune, Region Sjælland.
Lige nord for gården findes Hørby Kirke.

## Ejere af Hørbygaard
- (1314-1411) Forskellige ejere
- (1411-1433) Peder Jensen Lodehat
- (1433-1536) Roskilde Bispestol
- (1536-1693) Kronen
- (1693-1694) Henrik Span
- (1694-1722) Susanne Christine Schønbæck gift Span
- (1722-1730) Henriette Henriksdatter Span gift von Pagelsen
- (1730-1744) Christian 6.
- (1744-1748) Volrad August von der Lühe
- (1748-1760) Jacoba von Holten gift Castenschiold
- (1760-1813) Jørgen Frederik Castenschiold
- (1813-1854) Caspar Holten Grevencop-Castenschiold
- (1854-1888) Joachim Melchior Grevenkop-Castenskiold
- (1888-1890) Enkefru Grevenkop-Castenskiold
- (1890-1913) Carl Holten Grevenkop-Castenskiold
- (1913-1925) Enke Fru Grevenkop-Castenskiold
- (1925-1935) Louise Grevenkop-Castenskiold
- (1935-1945) Else Ahlefeldt-Laurvig gift Grevenkop-Castenskiold
- (1945-1954) Familien Grevenkop-Castenskiold Stift
- (1954-1987) Claus Christian Castenskiold
- (1987-) Christian Gustav Castenskiold